# Thế giới

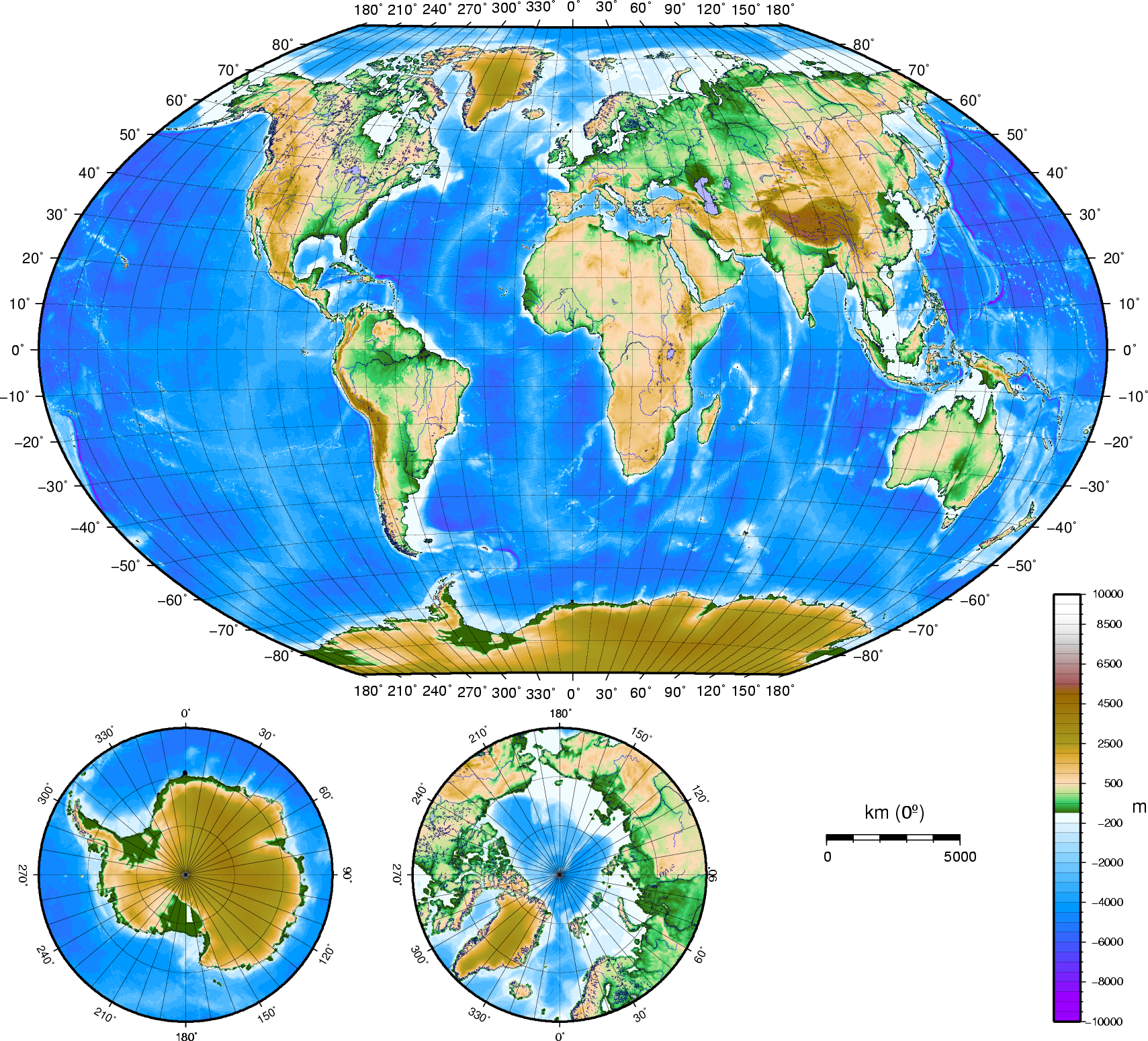
Bản đồ thế giới

Thế giới là Trái đất và tất cả sự sống trên đó, bao gồm cả nền văn minh nhân loại. Trong bối cảnh triết học, "thế giới" là tổng thể của vũ trụ vật chất, hay thế giới bản thể học ("thế giới" của một cá nhân) mà ở tại bối cảnh tâm học trong đó, thế giới là vật chất  hoặc lĩnh vực trần tục hoặc không-thời gian, trái ngược với các lĩnh vực thiên thể, tinh thần, tâm linh, siêu việt, mờ ảo vô thường hoặc linh thiêng. Các kịch bản "ngày tận thế " đề cập đến sự kết thúc của lịch sử loài người (có thể là cả một vũ trụ), phần lớn là trong bối cảnh đa số các tôn giáo và đa số tín ngưỡng.

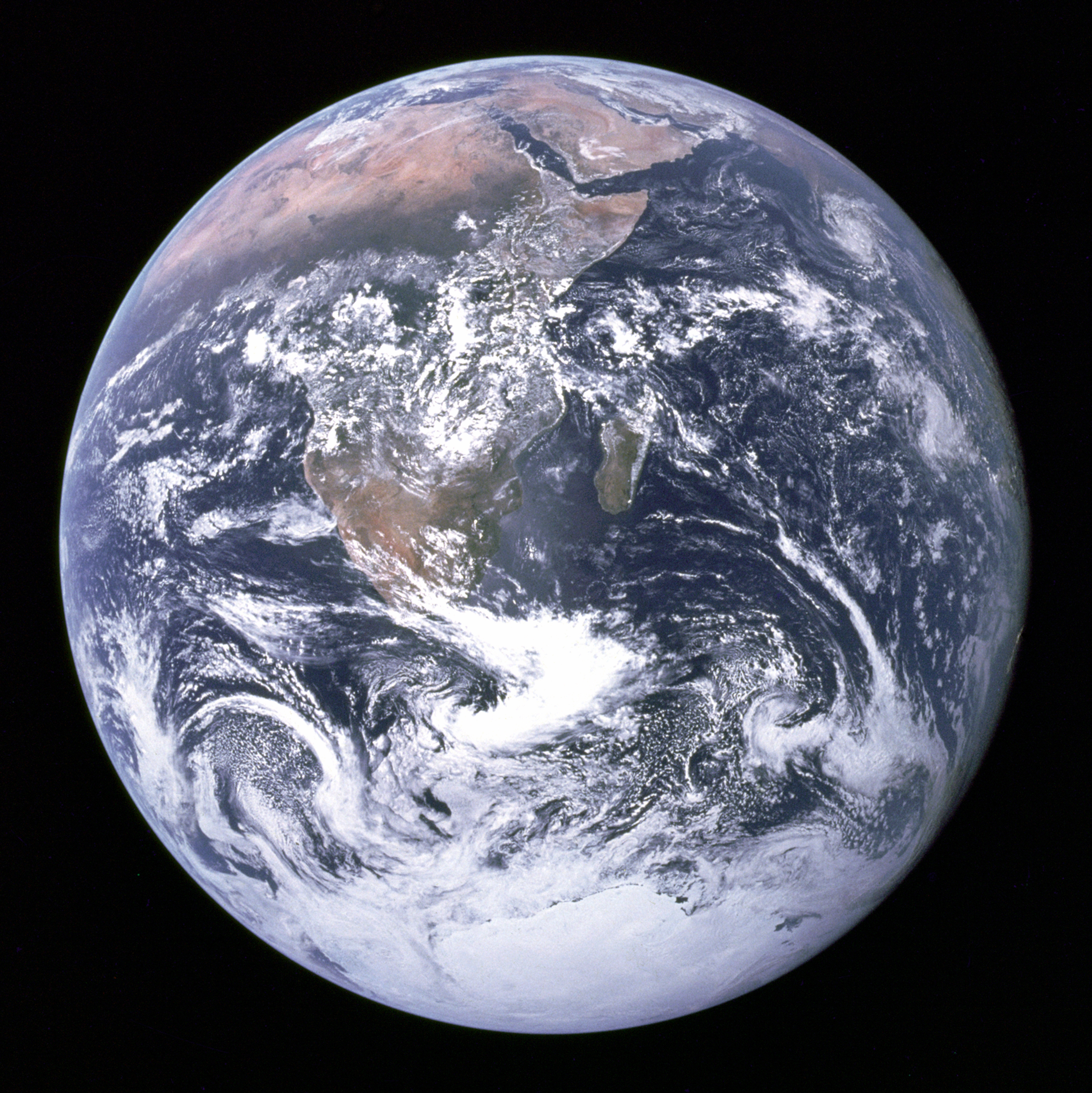
Viên bi xanh, bức ảnh chụp hành tinh Trái đất được thực hiện vào ngày 7 tháng 12 năm 1972 bởi phi hành đoàn của tàu vũ trụ Apollo 17.

Thế giới

Lịch sử thế giới thường được hiểu là lịch sử của nhân loại trải dài qua các bước phát triển địa chính trị lớn trong hơn 5 thiên niên kỷ, từ nền văn minh đầu tiên cho đến ngày nay. Trong các thuật ngữ như tôn giáo thế giới, ngôn ngữ thế giới, chính quyền thế giới và chiến tranh thế giới, thuật ngữ thế giới gợi ý một phạm vi quốc tế hoặc liên lục địa mà không nhất thiết ngụ ý sự tham gia của mọi nơi trên thế giới.
Dân số thế giới là tổng của tất cả các dân số loài người tại bất kỳ thời điểm nào; tương tự, nền kinh tế thế giới là tổng thể các nền kinh tế của mọi xã hội hay quốc gia, đặc biệt trong bối cảnh toàn cầu hóa. Các thuật ngữ như " vô địch thế giới ", " tổng sản phẩm thế giới " và " quốc kỳ thế giới " ngụ ý tổng hoặc sự kết hợp của tất cả các quốc gia có chủ quyền.

## Triết học

Vườn thú vui trần gian của Hieronymus Bosch (k. 1503) cho thấy "khu vườn" của những thú vui trần tục được bao bọc bởi Thiên đường và Địa ngục. Bảng điều khiển bên ngoài cho thấy thế giới trước khi có sự xuất hiện của loài người, được mô tả như một chiếc đĩa được bao bọc trong một hình cầu.

Trong triết học, thuật ngữ thế giới có một số nghĩa khả dĩ. Trong một số ngữ cảnh, nó đề cập đến mọi thứ tạo nên thực tại hoặc vũ trụ vật chất. Ở những người khác, nó có thể có nghĩa là có một ý nghĩa bản thể học cụ thể (xem sự tiết lộ thế giới). Trong khi việc làm sáng tỏ khái niệm thế giới được cho là luôn nằm trong những nhiệm vụ cơ bản của triết học phương Tây, chủ đề này dường như chỉ được nêu ra một cách rõ ràng vào đầu thế kỷ XX  và là chủ đề được tranh luận liên tục. Câu hỏi về thế giới là gì không có cách nào được giải quyết.

### Parmenides
Cách giải thích truyền thống về tác phẩm của Parmenides là ông cho rằng nhận thức hàng ngày về thực tại của thế giới vật chất (như được mô tả trong doxa) là sai lầm, và thực tại của thế giới là 'Một bản thể' (như được mô tả trong aletheia): an toàn thể không thay đổi, không thay đổi, không thể phá hủy.

### Plato
Trong Câu chuyện ngụ ngôn về cái hang, Plato phân biệt giữa các hình thức và ý tưởng và tưởng tượng ra hai thế giới riêng biệt: thế giới hợp lý và thế giới thông minh.

### Hegel
Trong triết lý lịch sử của Georg Wilhelm Friedrich Hegel, thành ngữ Weltgeschichte ist Weltgericht (Lịch sử thế giới là tòa án xét xử thế giới) được sử dụng để khẳng định quan điểm rằng Lịch sử là thứ phán xét con người, hành động và ý kiến của họ. Khoa học ra đời từ mong muốn biến đổi Thế giới trong mối quan hệ với Con người; kết thúc cuối cùng của nó là ứng dụng kỹ thuật.

### Schopenhauer
Thế giới như ý chí và đại diện là tác phẩm trung tâm của Arthur Schopenhauer. Schopenhauer coi ý chí con người là một cửa sổ duy nhất của chúng ta đến thế giới đằng sau sự thể hiện; bản thân điều Kantian. Do đó, ông tin rằng chúng ta có thể có được kiến thức về bản thân sự vật, điều mà Kant nói là không thể, vì phần còn lại của mối quan hệ giữa sự đại diện và sự vật tự nó có thể được hiểu bằng cách tương tự với mối quan hệ giữa ý chí con người và cơ thể con người.

### Wittgenstein
Tuy nhiên, hai định nghĩa đều được đưa ra vào những năm 1920 cho thấy nhiều ý kiến sẵn có. Ludwig Wittgenstein viết trong tác phẩm Tractatus Logico-Philosophicus có ảnh hưởng của ông, xuất bản lần đầu năm 1921: “Thế giới là tất cả mọi thứ đúng như vậy. Định nghĩa này sẽ là cơ sở của chủ nghĩa thực chứng lôgic, với giả định rằng có chính xác một thế giới, bao gồm tổng thể các sự kiện, bất kể những cách giải thích mà mỗi người có thể đưa ra về chúng.

### Heidegger
Martin Heidegger, lại cho rằng "thế giới xung quanh là khác nhau đối với mỗi chúng ta, và mặc dù chúng ta di chuyển trong một thế giới chung". Thế giới, đối với Heidegger, là thế giới mà chúng ta luôn luôn bị "ném" vào đó và chúng ta, với tư cách là những sinh vật trong thế giới, phải chấp nhận. Quan niệm của ông về "sự tiết lộ thế giới " được trình bày rõ ràng nhất trong tác phẩm năm 1927 Hiện hữu và Thời gian.

### Freud
Đáp lại, Sigmund Freud đề xuất rằng chúng ta không di chuyển trong một thế giới chung, mà là một quá trình suy nghĩ chung. Ông tin rằng tất cả các hành động của một người đều được thúc đẩy bởi một thứ: dục vọng. Điều này dẫn đến nhiều giả thuyết về ý thức phản ứng.

### Khác
Một số nhà triết học, thường lấy cảm hứng từ David Lewis, cho rằng khái niệm siêu hình như khả năng, xác suất, và sự cần thiết được phân tích tốt nhất bằng cách so sánh trên thế giới với một loạt các thế giới có thể; một chế độ xem thường được gọi là chủ nghĩa hiện thực phương thức.

## Tôn giáo

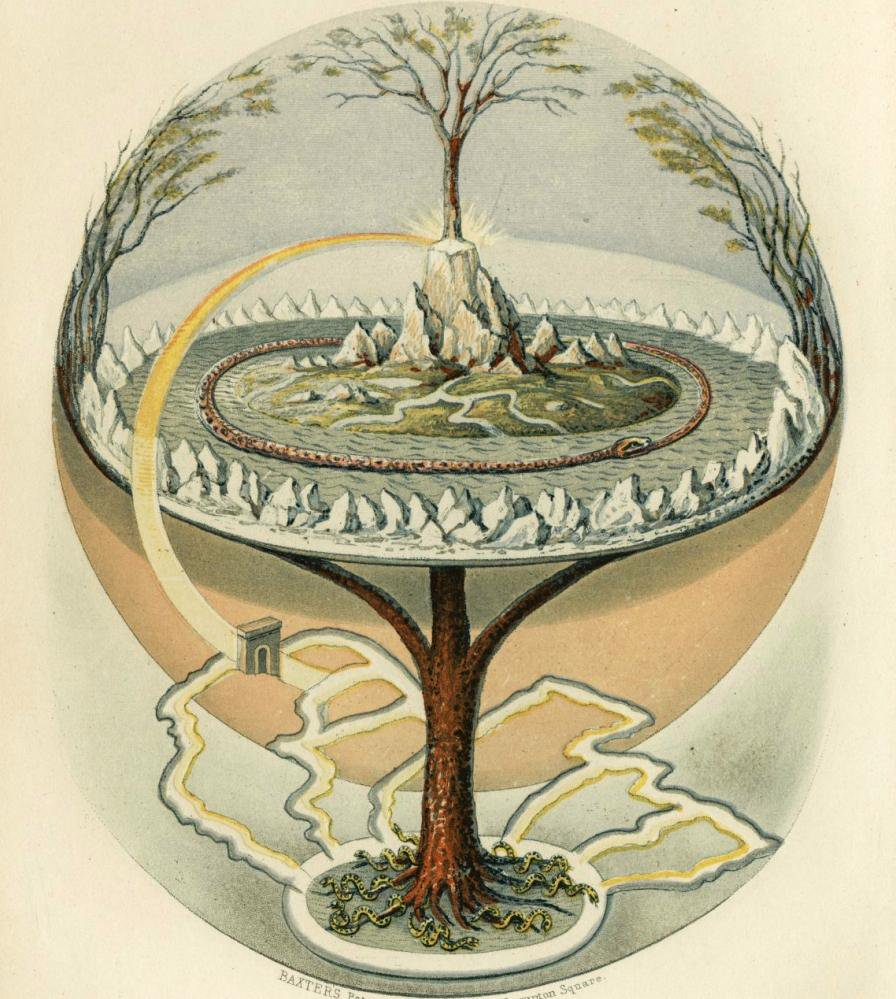
Yggdrasil, một nỗ lực hiện đại nhằm tái tạo lại cây thế giới Bắc Âu, nơi kết nối các tầng trời, thế giới và thế giới ngầm.

Các vũ trụ học thần thoại thường miêu tả thế giới tập trung vào một trục mundi và được phân định bởi một ranh giới như đại dương thế giới, một con rắn thế giới hoặc tương tự. Trong một số tôn giáo, tính thế gian (còn gọi là tính xác thịt)  là cái liên quan đến thế giới này trái ngược với thế giới hoặc cảnh giới khác.

### Phật giáo
Trong Phật giáo, thế giới có nghĩa là xã hội, khác biệt với tu viện. Nó đề cập đến thế giới vật chất, và lợi ích thế gian như của cải, danh tiếng, công ăn việc làm và chiến tranh. Thế giới tâm linh sẽ là con đường dẫn đến giác ngộ, và những thay đổi sẽ được tìm kiếm trong cái mà chúng ta có thể gọi là lĩnh vực tâm lý.

### Ki tô giáo
Trong Cơ đốc giáo, thuật ngữ này thường bao hàm khái niệm về trật tự thế giới sa đọa và băng hoại của xã hội loài người, trái ngược với Thế giới sẽ đến. Thế giới thường được nhắc đến cùng với xác thịt và Ma quỷ như một nguồn cám dỗ mà các Cơ đốc nhân nên chạy trốn. Tu sĩ nói về việc phấn đấu để trở thành " trong thế giới này, nhưng không phải của thế giới này" - như Đức Giêsu đã nói - và thuật ngữ "thế gian" đã được phân biệt với "tu sĩ ", trước đây là địa vị của các thương gia, hoàng tử và những người khác, những thứ thuộc về "thế tục".

## Các thông số

### Trái Đất
| Đặc điểm vật lý            |                                                                           |
| -------------------------- | ------------------------------------------------------------------------- |
| Tổng diện tích bề mặt      | 510.000.000 km² (196.950.000 dặm vuông)                                   |
| Diện tích đất liền         | 149.000.000 km² (57.510.000 dặm vuông)                                    |
| Diện tích mặt nước         | 361.000.000 km^2                                                          |
| Chu vi theo đường xích đạo | 40.077 km (24.902 dặm Anh)                                                |
| Chu vi đi qua hai cực      | 40.009 km (24.860 dặm Anh)                                                |
| Đường kính tại xích đạo    | 12.757 km (7.926 dặm Anh)                                                 |
| Đường kính đo từ hai cực   | 12.714 km (7.899.988 dặm Anh)                                             |
| Thể tích Quả Đất           | 1.080.000.000.000 km³ (260.000.000.000 dặm khối)                          |
| Khối lượng                 | 5.980.000.000.000.000.000.000 tấn (6.592.000.000.000.000.000.000 tấn Anh) |

### Các châu lục và số dân
| Diện tích               | Diện tích       | Diện tích     |
| ----------------------- | --------------- | ------------- |
| Lục địa và các Châu lục | diện tích (km²) | phần trăm (%) |
| Diện tích thế giới      | 149 000 000     | 100           |
| Đại lục Phi-Á Âu        | 84.580.000      | 57            |
| Đại lục Á-Âu            | 54.210.000      | 36            |
| Châu Á                  | 43.810.000      | 29            |
| Châu Mỹ                 | 42.330.000      | 28            |
| Châu Phi                | 30.370.000      | 20            |
| Bắc Mĩ                  | 24.490.000      | 16            |
| Nam Mỹ                  | 17.840.000      | 12            |
| Châu Nam Cực            | 13.720.000      | 9,2           |
| Châu Âu                 | 10.400.000      | 7             |
| Châu Đại Dương          | 9.100.000       | 6             |
| Australia và New Guinea | 8.500.000       | 5,7           |
| Australia               | 7.600.000       | 5,1           |

| Dân số         | Dân số          | Dân số        |
| -------------- | --------------- | ------------- |
| Châu lục       | Dân số ước tính | phần trăm (%) |
| Thế giới       | 7.324.782.000   | 100           |
| Châu Á         | 4.384.844.000   | 59,9          |
| Châu Phi       | 1.166.239.000   | 15,9          |
| Châu Âu        | 743.122.000     | 10,1          |
| Bắc Mĩ         | 361.127.000     | 4,9           |
| Nam Mĩ         | 415.053.000     | 5,7           |
| Châu Đại Dương | 39.359.000      | 0.54          |
| Châu Nam Cực   | 5.000           | 0,000068      |